# Libraian
Libraian（リブライアン）は、La'cryma ChristiのTAKAとHIROによる日本の音楽ユニット。

## 概略
- 2007年1月20日、在籍していたバンドLa'cryma Christiの解散と同時に結成を発表。
- 2007年2月14日、公式サイトオープン。
- 2007年3月14日、CD付き写真集「Gold」と「Silver」を発表し、本格始動。
- ユニット名は2人の星座、てんびん座（Libra）としし座（Lion）からきている。
- 携帯コミック化もされており[要出典]、幅広いメディアミックスの活動をしている。

## メンバー
- TAKA （10月6日 - ）…ヴォーカル

血液型B型
- HIRO （8月5日 - ）…ギター、コーラス

血液型O型

## ディスコグラフィー

### シングル
|   | 発売日         | タイトル           | 販売生産番号 | 備考                                         |
| - | -------------- | ------------------ | ------------ | -------------------------------------------- |
| 1 | 2007年12月12日 | Shangrila          | CCNT-0001    | テレビ大阪 ”メッセ弾” 12月エンディングテーマ |
| 2 | 2008年1月26日  | Rock'n Roll Circus | CCNT-0002    |                                              |
| 3 | 2009年1月14日  | Tarantula          | CCNT-0003    |                                              |
| 4 | 2009年11月21日 | Prison Ghost       | CCNT-0004    |                                              |

### アルバム
|   | 発売日        | タイトル         | 販売生産番号 | 備考 |
| - | ------------- | ---------------- | ------------ | ---- |
| 1 | 2008年4月16日 | Bullet Queen     | CCNT-1001    |      |
| 2 | 2011年7月20日 | STELLA ESPERANZA | CCNT-1002    |      |

## 書籍

### 写真集
- Gold （2007年3月14日/CD付き）

1. De la soul ～さがしにゆこう～
2. 恋はデジャ・ヴ
3. 舞いおりた天使
4. De la soul ～さがしにゆこう～（back track）
5. 恋はデジャ・ヴ　（back track）
6. 舞いおりた天使　（back track）

- Silver （2007年3月14日/CD付き）

1. Bon voyage～素晴らしき冒険の旅～
2. 星の光
3. アテンションプリーズ
4. Bon voyage～素晴らしき冒険の旅～（back track）
5. 星の光　（back track）
6. アテンションプリーズ　（back track）